# Dicomano
Dicomano is een gemeente in de Italiaanse provincie Florence (regio Toscane) en telt 5190 inwoners (31-12-2004). De oppervlakte bedraagt 61,7 km², de bevolkingsdichtheid is 84 inwoners per km².

## Demografie
Dicomano telt ongeveer 2075 huishoudens. Het aantal inwoners steeg in de periode 1991-2001 met 8,5% volgens cijfers uit de tienjaarlijkse volkstellingen van ISTAT.
| Jaar | Inwoneraantal |
| ---- | ------------- |
| 1991 | 4570          |
| 2001 | 4958          |

## Geografie
De gemeente ligt op ongeveer 162 m boven zeeniveau.
Dicomano grenst aan de volgende gemeenten: Londa, Marradi, Pontassieve, Rufina, San Godenzo, Vicchio.